# Mopertingen
Mopertingen (lim. Móppertinge) – dzielnica (deelgemeente) miasta Bilzen w Belgii, w Regionie Flamandzkim, w prowincji Limburgia, w okręgu Tongeren. 1 stycznia 2020 roku liczyła 1243 mieszkańców. Do 31 grudnia 1976 samodzielna gmina. 

## Demografia
Liczba mieszkańców, stan na 1 stycznia:
| Rok                | 1930 | 1947 | 1961 | 2020 |
| ------------------ | ---- | ---- | ---- | ---- |
| Liczba mieszkańców | 871  | 946  | 1040 | 1243 |